# أميرية (دامغان)
أميرية (بالفارسية: امیریه) هي منطقة سكنية تقع في ناحية أمير أباد مقاطعة دامغان في محافظة سمنان في إيران. يقدر عدد سكانها بـ 1,541 نسمة .